# Heinrich Schwerdt

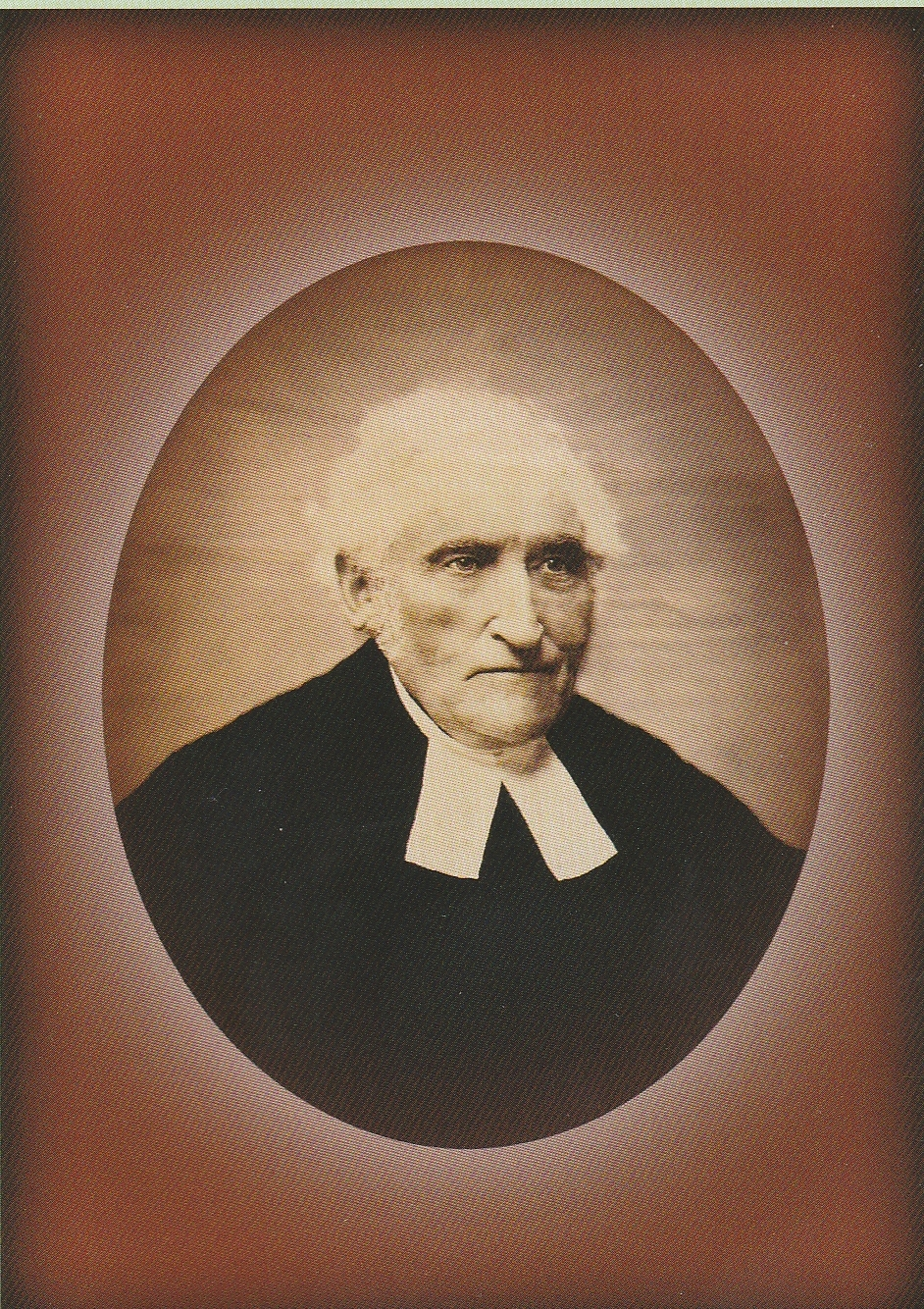
Heinrich Schwerdt

Johann Georg Heinrich Christian Schwerdt (* 7. Januar 1810 in Neukirchen; † 2. September 1888 in Waltershausen) war ein deutscher Pfarrer, Pädagoge, Politiker und Schriftsteller.

## Leben
Heinrich Schwerdt war der Sohn eines Pfarrers. Er besuchte die Volksschule in Neukirchen und erhielt daneben in Eisenach Privatunterricht in Latein. Seine weitere schulische Ausbildung erfolgte an den Gymnasien in Gotha und Eisenach. Nach erfolgreichem Abitur begann er 1828 ein Studium der Theologie an der Universität Jena, das er 1830/31 in Leipzig fortsetzte und 1833 mit Ablegen der Examina pro ministerio in Gotha abschloss. Während seines Studiums gehörte er von 1828 bis 1830 der Jenaischen Burschenschaft an.
Im November 1834 wurde er in den Pfarrdienst an den Filialkirchen in Stregda und Hötzelsroda eingeführt. Nachdem seine erste Ehefrau Marie Henriette, mit der er zwei Kinder hatte, 1835 im Alter von 26 Jahren starb, heiratete er am 26. September 1837 Marie Caroline Christiane, geb. Hentsch, Tochter eines Kaufmannes aus Waltershausen. Mit ihr hatte er acht Kinder.
Nach dem Tod seines Vaters 1842 übernahm Schwerdt das Amt des Pfarrers in Neukirchen, das er bis zu seiner Versetzung als Pfarrer in die Gemeinde Tonna 1860 innehatte. Im August 1872 wechselte er nach Waltershausen in die Stellung des Superintendenten der Ephorie Tenneberg mit Verantwortung für 13 Kirchengemeinden, wo er bis zu seinem Tod wirkte.
Er wurde auf dem Waltershäuser Friedhof beigesetzt. Ein Grabmal auf dem Friedhof und eine nach ihm benannte Straße in Waltershausen erinnern an ihn.

## Leistungen
Bereits als Pfarrer in Neukirchen initiierte er verschiedene Maßnahmen zur Anhebung des Bildungsstandes seiner Gemeinde. So gründete er 1838 die wahrscheinlich erste Volksbibliothek in Thüringen, 1839 folgten eine Sonntagsschule für Jungen und eine hauswirtschaftliche Übungsschule für Mädchen.
Im Jahr 1847 leitete er das Thüringer Sängerfest auf der Wartburg, an dem auch Felix Mendelssohn Bartholdy teilnahm, der zu Ehren des Festes das von Schwerdt verfasste Gedicht Morgengruß des Thüringer Sängerbundes vertonte.
Schwerdt war von 1848 bis 1850 sowie von 1865 bis 1869 Abgeordneter des Gothaer Landtags und engagierte sich dort u. a. für die Einführung einer Kirchenverfassung, für den Eisenbahnbau von Eisenach nach Gerstungen, für das Einrichten von Bildungseinrichtungen und für die Bereitstellung von Geldern zur Arbeitsbeschaffung Erwerbsloser.
Seine Tätigkeit als Autor brachte mehr als 80 Schriften hervor. Er arbeitete an verschiedenen Zeitschriften mit (u. a. Dresdner Abendzeitung, Allgemeine Schulzeitung) und fungierte teilweise als Mitherausgeber (Allgemeines Volksblatt der Deutschen). Er schrieb für verschiedene pädagogische Zeitschriften seiner Zeit, so u. a. für Des Knaben Lust und Lehre: Blätter zur Unterhaltung und Belehrung für Knaben im Alter von 10 bis 16 und Nach der Schule: Illustrierte Zeitschrift zur Unterhaltung und belehrenden Beschäftigung der Jugend.
Schon zu Lebzeiten erhielt er zahlreiche Ehren und Würden. So benannte der Gothaer Geograph August Petermann im Jahre 1871 einen Gletscher auf der Insel Edgeøya nach ihm. Anlässlich seines 50-jährigen Dienstjubiläums wurde er von Herzog Ernst II. zum Kirchenrat ernannt und erhielt die Ehrendoktorwürde der Theologischen Fakultät der Universität Jena. Schwerdt war zudem Ehrenmitglied des Allgemeinen Deutschen Schriftstellerverbandes und der Gesellschaft für Verbreitung der Volksbildung Berlin.
1991 wurde zu seinen Ehren in Waltershausen eine Straße nach ihm benannt.

## Werke
Gedichte
- Gedichte. In: Cahlaisches Nachrichtsblatt. von 1830.
- Heimatland. In: Heimatblätter für den Kreis Eisenach. Landkreis (Herausgeber) Eisenach 1936 (4), S. 75.

Vertonte Texte
- Die Heilige Nacht: Oratorium (Komponist: Friedrich Nohr)
- Morgengruß des Thüringischen Sängerbundes (Komponist: Felix Mendelssohn Bartholdy)

Bücher und Schriften
- Wanderungen durch einen Theil von Europa, Asien und Afrika, Eisenach 1837
- Aus alter Zeit. Zwei Wartburgsgeschichten: „Die heilige Elisabeth“ und „Martin Luther“, Leipzig 1858
- Daheim ist doch daheim: Nordamerikanische Bilder aus dem Munde deutscher Auswanderer, Ein Volksbuch, Leipzig 1858, ISBN 3-628-40707-9
- Album des Thüringer Waldes, Leipzig 1859, ISBN 3-910147-12-7
- Schiller’s Geburtstag oder „Ich habe gelebt und geliebet“, Biographische Erzählung, Leipzig 1859
- Thüringer Dorfgeschichten: Die Spinnstube das Vogelschießen, Leipzig 1859
- Neuestes Reisehandbuch für Thüringen, Hildburghausen 1864
- Eisenach und die Wartburg mit ihren Merkwürdigkeiten und Umgebungen., zusammen mit Hermann Jäger, Bachmeister, Eisenach 1871
- Martin Luther in Eisenach: Erzählungen aus der Reformationszeit., Eisenach 1911
- Ortschronik von Neukirchen (Berichtszeit 1853–1860). Neukirchen (Standort: Eisenach, Landeskirchenarchiv der Evangelisch-Lutherischen Kirche, Aktenbestand Jauernig, Band 1, Blatt 135–137).
- Band 1 –  Schlacht bei Langensalza 1866, Die Hannoveraner in Thüringen und die Schlacht bei Langensalza 1866. Verlag Rockstuhl, Bad Langensalza, Reprint 1866/2001, ISBN 3-934748-57-0.
- Die Schlacht bei Langensalza. In: Die Gartenlaube. Heft 28 und 29, 1866, S. 441–446, 457–460 (Volltext [Wikisource]).
- Noch einmal vom Langensalzaer Schlachtfelde. In: Die Gartenlaube. Heft 31/32, 1866, S. 499–503 (Volltext [Wikisource]).